# Aeroportul Tasiujaq
Aeroportul Tasiujaq (IATA: YTQ, ICAO: CYTQ) este un aeroport din Tasiujaq⁠(d), Kativik Regional Government⁠(d), Nord-du-Québec⁠(d), Provincia Québec, Canada.
Situat la o altitudine de 37 m, aeroportul dispune de o singură pistă.